# Gahal
Le Gahal (hébreu : גח"ל, acronyme pour Goush Herout-Liberalim (en hébreu : גוש חרות-ליברלים), litt. Bloc Hérout-Libéraux) était un important parti israélien de droite dirigé par Menahem Begin de sa création en 1965 jusqu'à son assimilation au sein du Likoud en 1973.

## Histoire
Le Gahal a été formé par une alliance entre le Hérout et le Parti libéral à la fin de la cinquième session de la Knesset, afin de préparer les élections législatives de 1965. L'alliance rassemblait les deux seuls partis de droite de l'assemblée à ce moment, chacun comptant 17 sièges. Le Parti libéral n'avait que quatre ans, et était issu de la fusion des Sionistes généraux et du Parti progressiste. 
Cependant, plusieurs anciens membres du Parti libéral furent déçus de cette alliance, considérant le Hérout et son chef, Menahem Begin, comme trop à droite. Sept représentants à la Knesset quittèrent donc le Parti libéral afin de former les Libéraux indépendants, qui fusionnèrent par la suite au sein de l'Alignement, à gauche. Néanmoins, le nouveau parti se présenta aux élections avec 27 sièges, soit sept de moins que le Mapaï, le parti dominant la vie politique israélienne depuis son indépendance, bien que ce dernier se présenta aussi avec moins de sièges en raison du départ de 8 représentants menés par David Ben Gourion pour fonder le Rafi.
Dirigé par Menahem Begin, le Gahal remporta 26 sièges à la Knesset lors de cette première confrontation électorale. Cependant, il fut dépassé par l'Alignement, alliance de gauche entre le Mapaï et l'Akhdut HaAvoda, qui remporta 46 sièges. Le parti vit sa force décroître quand tout d'abord trois représentants le quittèrent afin de former le Centre libre, imités par la suite par quatre autres représentants.
Lors de la guerre des Six Jours, le chef de l'Alignement et Premier ministre d'Israël Levi Eshkol convia le Gahal à rejoindre le gouvernement d'unité nationale formé pour affronter la crise. Le parti resta au sein du gouvernement après la guerre et également quand Golda Meir devint Premier ministre à la suite du décès de Levi Eshkol en 1969.
Lors des élections législatives d'octobre 1969, le Gahal conserva ses 26 sièges, mais fut à nouveau battu par l'Alignement, qui en obtint 56, le maximum obtenu dans l'histoire politique israélienne. Néanmoins, il resta au sein du gouvernement d'unité nationale. L'annonce du plan Rogers le 9 décembre alarma suffisamment Menahem Begin pour que la faction Hérout cesse de marchander avec le Parti travailliste et accepte les six portefeuilles offerts au sein du nouveau gouvernement. Aux Nations unies, le 18 décembre, une proposition américaine similaire à la jordanienne appelant explicitement au retrait israélien de Cisjordanie aplanit tout différend avec le Premier ministre, les deux dirigeants la percevant comme un défi nécessitant une réponse franche et énergique. Le Gahal se retira de la coalition en août 1970 lorsque le gouvernement annonça son soutien au plan Rogers. Bien que le gouvernement ait retiré par la suite ce soutien, le Gahal ne revint pas dans la coalition.
Avant les élections de 1973, le Gahal fusionna avec d'autres petits partis de droite, y compris son ancien surgeon, le Centre libre, la Liste nationale (petit parti fondé par David Ben Gourion après son départ du Rafi) et le Mouvement pour un Grand Israël (non parlementaire). Le nouveau parti, également dirigé par Menahem Begin, fut appelé Likoud, mot hébreu pour consolidation.
Bien que le Likoud échoua à dépasser l'Alignement lors des élections de 1973, il remporta celles de 1977, battant pour la première fois la gauche dans l'histoire politique israélienne.

## Représentants à la Knesset
| Knesset (nombre d'élus) | Représentants |
| ----------------------- | --- |
| 5e (1961-1965) (27)     | Zalman Abramov, Aryeh Altman, Binyamin Arditi, Binyamin Avniel, Yohanan Bader, Menahem Begin, Aryeh Ben-Eliezer, Peretz Bernstein, Haim Cohen-Meguri, Aharon Goldstein, Yitzhak Klinghoffer, Yosef Kremerman, Haim Landau, Nahum Levin, Eliyahu Meridor, Yaakov Meridor, Shlomo Perlstein, Esther Raziel-Naor, Elimelekh Rimalt, Yosef Sapir, Yosef Serlin, Shabtai Shikhman, Yosef Shofman, Eliezer Shostak, Avraham Tiar, Baruch Uziel, Zvi Zimmerman                                                                 |
| 6e (1965-1969) (26 –4)  | Zalman Abramov, Binyamin Avniel, Yohanan Bader, Menachem Begin, Aryeh Ben-Eliezer, Haim Cohen-Meguri, Aharon Goldstein, Yitzhak Klinghoffer, Yosef Kremerman, Haim Landau, Eliyahu Meridor*, Yaakov Meridor, Shlomo Perlstein, Esther Raziel-Naor, Elimelekh Rimalt, Yosef Sapir, Yosef Serlin, Yosef Shofman, Mordechai-Haim Stern, Yosef Tamir, Baruch Uziel, Menachem Yedid, Zvi Zimmerman – Eliezer Shostak, Shmuel Tamir, Avraham Tiar, Shlomo Cohen-Tzidon* (remplacé par Eliyahu Meridor) (vers le Centre libre) |
| 7e (1969-1973) (26)     | Zalman Abramov, Yoram Aridor, Yohanan Bader, Menachem Begin, Aryeh Ben-Eliezer (remplacé par Gideon Patt), Haim Corfu, Simha Erlich, Aharon Goldstein, Binyamin Halevi, Avraham Katz, Ben-Zion Keshet, Yitzhak Klinghoffer, Yosef Kremerman, Haim Landau, David Levy, Dov Milman, Ya'akov Nehoshtan, Moshe Nissim, Esther Raziel-Naor, Elimelekh Rimalt, Yosef Sapir (remplacé par Matityahu Drobles), Yosef Serlin, Avraham Shekhterman, Yosef Tamir, Menachem Yedid, Zvi Zimmerman                                    |